# Peilstok

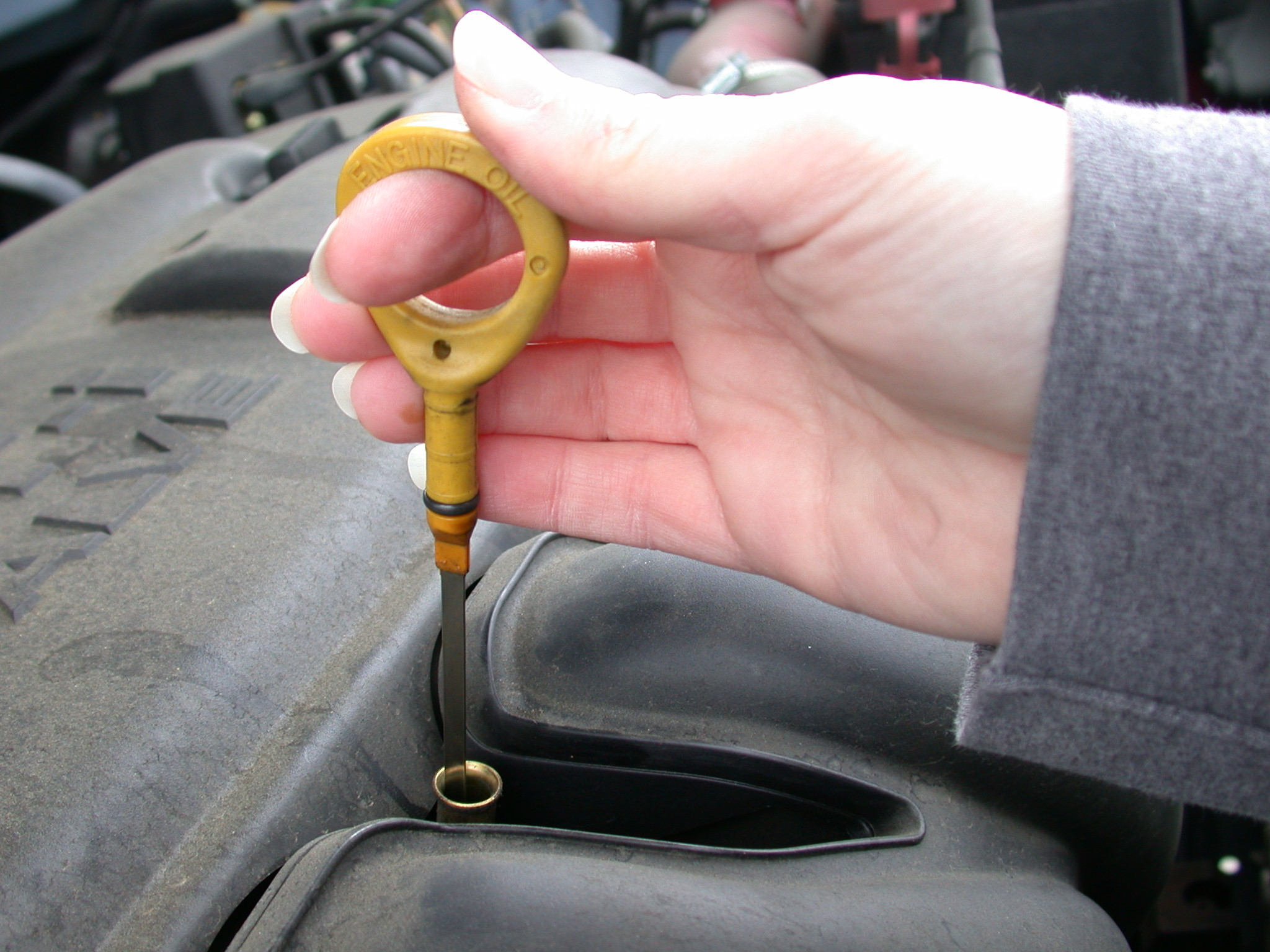
Oliepeilstok voor een auto

Een peilstok (ook roede genoemd) is een meetlat waarmee de stand (het peil) van een vloeistof in een reservoir kan worden gemeten (gepeild). Bijvoorbeeld de waterdiepte in een put, de hoogte van huisbrandolie in een tank of het niveau van smeerolie in de oliepan van een motor.
Een peilstok is meestal voorzien van een schaal. Een peilstok van een auto heeft meestal een merkstreep waaronder het oliepeil niet mag zakken.
Na een peiling kan het peil door het achterblijvende vocht op de schaal worden afgelezen.
Een peilstok is een soort mobiele peilschaal die daar, waar geen vaste peilschaal is aangebracht (bijvoorbeeld bij moeilijk toegankelijke reservoirs), nodig is.
Wanneer de vorm, de grootte en de stand van het reservoir bekend zijn (bijvoorbeeld een liggende of staande cilinder), kan gebaseerd op het peil ook het volume van de vloeistof berekend worden, bijvoorbeeld de hoeveelheid olie (in liter) in een tank. Daar zijn vaak omrekeningstabellen voor of het volume is reeds op de schaal van de peilstok aangegeven.